# Bothriomyrmex emarginatus
Bothriomyrmex emarginatus är en myrart som beskrevs av Santschi 1919. Bothriomyrmex emarginatus ingår i släktet Bothriomyrmex och familjen myror. Inga underarter finns listade.